# Marcel Lefrancq
Pour les articles homonymes, voir Marcel et Lefrancq.
Marcel G. Lefrancq, né le 9 octobre 1916 à Mons et mort le 15 novembre 1974 à Vaudignies, est un photographe, archéologue et collagiste surréaliste belge. 

## Biographie
Marcel Lefrancq naît à Mons, en Belgique, le 9 octobre 1916. Son père est boucher, originaire de Ath, et issu d'une longue lignée de forgerons établis dans cette ville depuis le XVe siècle. En 1922, il est envoyé chez une tante, à Boitsfort (Bruxelles), où il fait ses études primaires à l'école publique, en néerlandais. De retour chez ses parents, il commence ses études classiques à l'athénée royal de Mons en 1928, section latin-grec.
Son activité de photographe commence vers 1932 : les négatifs les plus anciens conservés datent de cette année. Il est très probable qu'il ait appris les premiers rudiments de la technique chez un photographe montois, M. Rousseau, chez qui il se procure les films et autres produits nécessaires. C'est vers la même époque qu'il est initié à la préhistoire par le conservateur du musée local, Jean Houzeau de Lehaie. Il n'abandonne jamais cette activité, se formant et se spécialisant au fil des années.
En 1934, il entreprend des études d'ingénieur commercial à l'Institut Warocqué à Mons, fortement poussé dans cette voie par son père. Étudiant moyen, il préfère fréquenter les élèves de l'Académie royale des Beaux-Arts de Mons, dirigée à cette époque par le peintre Louis Buisseret. Il visite à plusieurs reprises l'Exposition internationale de Bruxelles en 1935 où il réalise quelques très belles photos, notamment du pavillon italien.
Pendant la guerre d'Espagne, Marcel Lefrancq est membre du Secours Rouge, il s'implique dans des actions de soutien à la République aux côtés du Parti communiste de Belgique. Il est également membre du Comité de vigilance des intellectuels antifascistes belge.
Sa participation au Groupe Rupture, réuni autour d'Achille Chavée, est attestée en 1938 par les photos qu'il prend lors de la réunion du 8 mai. Le 1er juillet 1939, il est un des membres fondateurs du Groupe surréaliste en Hainaut.
Après la signature du Pacte germano-soviétique, il est arrêté et emprisonné durant quelques jours par les autorités belges comme tant d'autres membres d'organisations ou partis de gauche. Il est engagé comme photographe par l'Institut royal du Patrimoine artistique (IRPA) et participe à un inventaire photographique des œuvres d'art risquant d'être détruites par la guerre qui s'annonce.
En février et avril 1940, il publie une photo dans les numéros 1 et 2 de la revue L'Invention collective, dirigée par Magritte et Ubac. En mai, il fuit l'invasion allemande, à vélo, avec son frère, André, et Loulou Dieu, qu'il épouse à leur retour. Leur voyage les mène jusqu'en Dordogne, aux Eyzies-de-Tayac, où il fait la connaissance de l'abbé Henri Breuil avec qui il travaille à des fouilles archéologiques. Il reste en contact avec l'abbé Breuil jusqu'au décès de ce dernier. De retour en Belgique, il épouse Loulou Dieu en octobre.
L'année suivante, il crée « L'œil de verre », section photographique montoise du Touring-Club de Belgique, en opposition au Photo Club de Mons qu'il trouve beaucoup trop conservateur dans son approche esthétique. Durant la guerre, il fait partie d'un réseau de secours et de résistance, faisant des photos pour de faux papiers d'identité, cachant des Juifs ou des pilotes alliés en fuite vers l'Espagne.
Victime d'une dénonciation anonyme comme terroriste et espion, il est arrêté en 1943 par les autorités militaires allemandes et emprisonné durant 6 semaines. Il est libéré faute de preuves et grâce à l'intervention, notamment, du directeur de l'IRPA. L'année suivante, après le bombardement de Saint-Ghislain par l'aviation américaine (fin avril), il est parmi les premiers sauveteurs qui travaillent au dégagement des victimes. Il fait de nombreuses photos de la ville entièrement détruite, dont une (Fait divers) est reprise dans son portfolio en 1948. Il se présente aux troupes américaines qui libèrent Mons en septembre et est incorporé à l'armée américaine en qualité d'interprète au Civil Affairs Office. Il parle en effet couramment le français, l'anglais, l'allemand et le néerlandais. Il est depuis plusieurs années avant la guerre l'interprète officiel des Old comptentibles, anciens combattants britanniques de 14-18, qui viennent chaque année commémorer la bataille de Mons.
En 1945, il participe avec un texte à la revue Le Salut public, et à la réunion du 15 novembre, à Bruxelles, dont l'objectif est le regroupement des surréalistes belges. En décembre, il participe avec 14 œuvres à l'exposition Surréalisme à la galerie des éditions La Boétie (Bruxelles).
Il ouvre son studio, La Lanterne magique, à Mons en 1946, l'année où le Groupe surréaliste de Hainaut se dissout.
En 1947, il participe à la création du Groupe Haute Nuit. À partir du 22 juin, il séjourne quelques semaines en Allemagne (Dachau), à nouveau sous l'uniforme américain, comme témoin puis interprète temporaire dans une cour annexe du tribunal de Nuremberg. Durant toute l'année il participe à de nombreuses activités surréalistes, expositions, réunions, signatures de tracts, etc.
L'année suivante, il publie son porte folio Aux mains de la lumière, 25 photographies et 8 poèmes, aux éditions de Haute Nuit.
En 1949 son éditeur réduit ses activités. Christian Dotremont écrit à Marcel Lefrancq « …Adhérez à CoBrA… Mettons-nous en contact étroit, mon cher Lefrancq, et tout ira bien… Soyons unitaires ! ». Marcel Lefrancq participe au second numéro de la revue Cobra, à l'exposition Les développements de l'œil, organisée par Cobra à Bruxelles, puis au sixième numéro de la revue. Il est invité dans une série d'émissions sur la photographie à Radio-Hainaut.
En 1951, il participe aux activités du groupe Le Tour puis expose avec celui-ci à Bruxelles l'année suivante.
Il fonde l'Association des Amis du Musée de Préhistoire de Mons (AMPM) en 1953. Depuis plusieurs années, il participe à des fouilles archéologiques organisées par le conservateur du musée de préhistoire de Mons. L'AMPM devient en 1962 la Société de Recherche préhistorique en Hainaut (SRPH). Il en est toujours un membre parmi les plus actifs. L'association organise des fouilles sur des sites préhistoriques de la région, des conférences, des colloques, etc. Elle reçoit des personnalités scientifiques de renommée internationale, dont l'abbé Henri Breuil, et mène des chantiers de fouille de plus de dix ans sur le site des minières néolithiques de silex de Spiennes, au lieu-dit Petit-Spiennes, qui compte de nombreux puits d'extraction de silex. Marcel Lefrancq publie au fil du temps plusieurs articles sur ces recherches dans des revues spécialisées. Durant les années suivantes, il n'y a plus d'activités surréalistes de groupe, mais il reste en contact avec ses amis surréalistes. Il poursuit discrètement son œuvre personnelle, tout en continuant son activité archéologique.
En 1970,	Marcel G. Lefrancq organise à Mons une exposition et un colloque sur l'art naïf avec Georges Schmits et Anatole Jakovsky comme orateurs. Il s'intéresse en effet également à cette forme d'art depuis de nombreuses années, comme à l'histoire de la pipe en terre, comme au folklore régional.
Marcel G. Lefrancq décède subitement d'un infarctus, le  15 novembre 1974 à la veille de l'ouverture d'une importante exposition sur le folklore de la région de Mons (Le calendrier populaire de Mons et sa région) dont il est un des principaux organisateurs.

## L'œuvre
Les collages sont d'inspiration nettement surréaliste, oniriques, souvent teintés d'érotisme et parfois franchement anti-cléricaux (Le Saint-Esprit, Les secours de la religion). Ils sont principalement réalisés à partir d'éléments découpés dans des revues, et parfois d'objets dont la juxtaposition paradoxale crée une image choc (œil de verre et petits clous dans un boîtier de montre, par exemple). Les collages datent des années 1938 à 1947 principalement. Cette technique a ensuite été abandonnée jusqu'en 1973 où une petite série cohérente a été réalisée pour l'Exposition Inutile.

L'œuvre photographique est plus complexe, plus diverse dans ses sources d'inspiration.

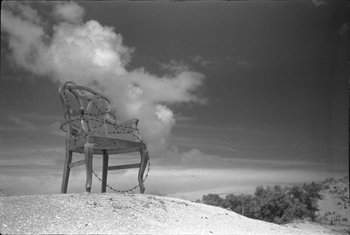
Éloge du carnage, 1946.

Il y a des photos très nettement surréalistes, composées comme un collage par une mise en place préalable d'objets qui seront ensuite photographiés (dans les années 1937-1948), mais le plus souvent par le choix inattendu du sujet ou de l'angle de prise de vue inhabituel. La surimpression a rarement été utilisée, mais toujours avec bonheur, de même que la solarisation et les interventions directes sur la pellicule : grattage et autres procédés mécaniques pouvant créer une image sans usage de l'appareil photographique. Ces techniques seront vite abandonnées, l'artiste en trouvant la répétition sans intérêt une fois qu'il en eût exploré les possibilités. D'autres  consistent en paysages, le plus souvent urbains, parfois de nuit, dont la poésie est très prenante, et il y a enfin les études de nus qui comporteront parfois des éléments ajoutés apportant une touche poétique à l'ensemble.
Enfin, une grande partie de l'œuvre est non surréaliste, constituée de photographies de paysages, de nus et de portraits. Il n'y a pas, dans le travail de Marcel G. Lefrancq, de « périodes » clairement définies. Les photos les plus surréalistes ont pu être réalisées en même temps que d'autres beaucoup plus traditionnelles.

## Le matériel utilisé

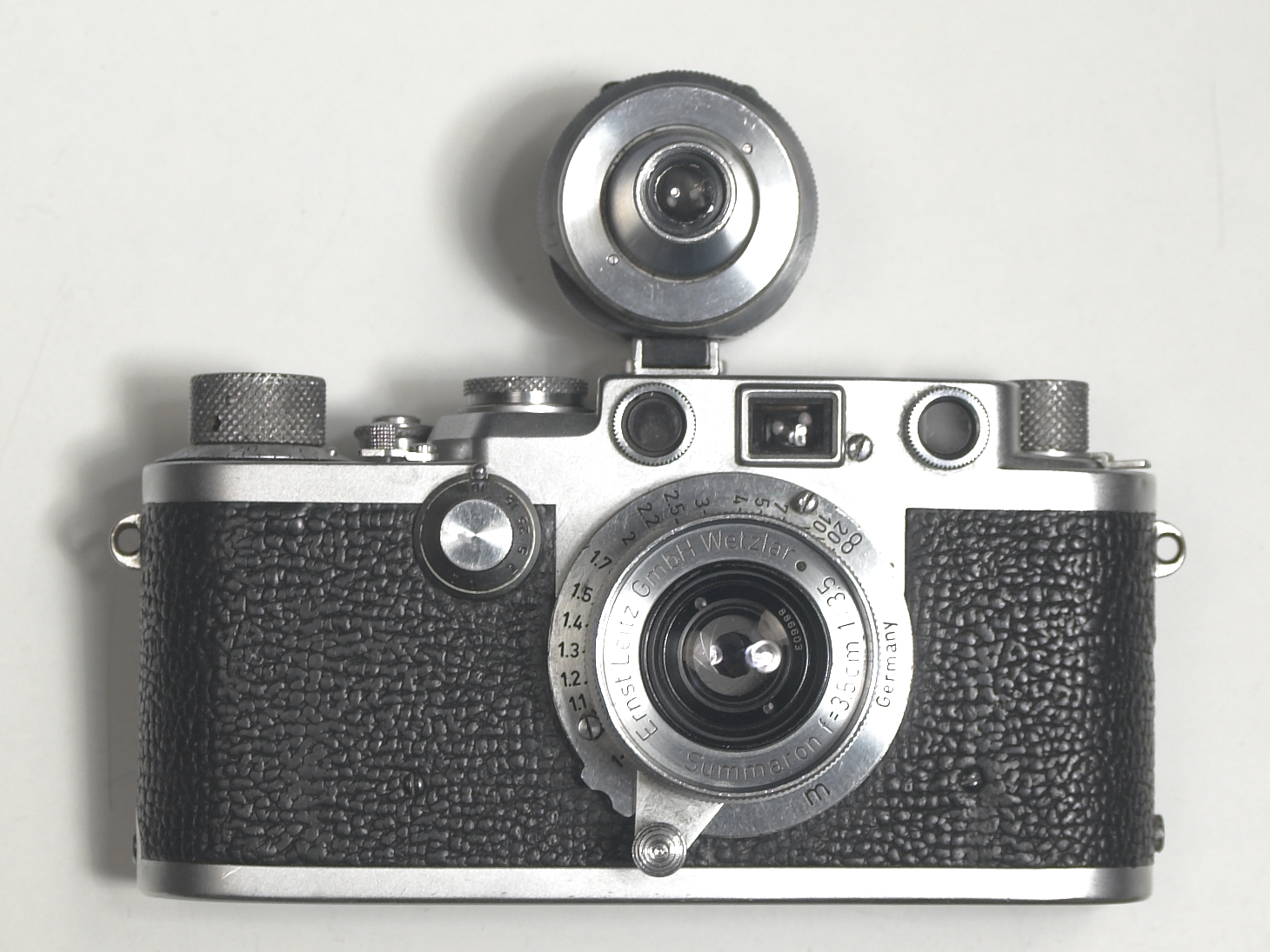
Le Leica IIIf de 1952.

Durant les années 1932 à 1936, les appareils utilisés sont des boîtiers non identifiés aux formats divers (4,5x6, 6x8, 6x9, 9x12), de 1936 à 1940 il s'agit d'un Rolleiflex 6 × 6, et dès 1939 jusqu'à son décès en 1974, l'artiste utilisera les mêmes Leicas avec trois objectifs, un 35 mm, un 50 mm et un 135 mm de focale, un Leica IIIa acheté en 1939 et un IIIf acheté en 1952.
Plus rarement, et pour des applications particulières mais jusque dans les années 1960, il utilisera une vieille chambre technique 13×18, en bois, sans obturateur, datant probablement des années 1900 avec laquelle il avait réalisé les nombreuses prises de vues pour le compte de l'IRPA en 1939-1940.
Tout l'œuvre photographique de Marcel G. Lefrancq est en noir et blanc, seuls les collages peuvent comporter des éléments de couleurs.

## Principales expositions
- 1945 Surréalisme, Galerie des éditions La Boétie, Bruxelles
- 1947 Haute Nuit, Mons, La Louvière et Liège
- 1948 Southgate international exhibition of pictorial photography, Southgate, Grande-Bretagne
- 1950 Les développements de l'œil, organisée par Cobra, Bruxelles
- 1955 L'apport wallon au surréalisme, musée des Beaux-Arts de Liège
- 1971 The belgian contribution to surrealism, Royal Scottish Academy, Edimburg, Grande-Bretagne
- 1980 Surréalisme en Hainaut, 1932-1945, Musées royaux des Beaux-Arts de Belgique, Bruxelles
- 1982 La planète affolée, Centre de la Vieille Charité, Marseille
- 1982 René Magritte et le surréalisme en Belgique, Hambourg, Rome, Bruxelles
- 1982 Marcel G. Lefrancq, palais des Beaux-Arts, Charleroi
- 1983 The surrealist spirit in belgian photography, Prakapas gallery, New York
- 1990 Anwesenheit bei Abwesenheit. Fotogramme und die Kunst des 20 Jahrhunderts, Zürich
- 1995 Los cuerpos perdidos, Fundacio La Caixa, Madrid
- 1997 Magritte et compagnie, Varsovie
- 1997 Face à l'histoire, Centre Georges-Pompidou, Paris
- 1997-1998 Im Reich der Phantome, Fotografie des Unsichtbaren, Mönchengladbach (Allemagne), Krems (Autriche), Winterthur (Suisse)
- 2003 Marcel G. Lefrancq. Aux mains de la lumière, Musée de la photographie, Charleroi
- 2003 Magritte y sus contemporeanos, Valladolid
- 2004 Le surréalisme en Belgique, Musée national de Roumanie, Bucarest
- 2005 Un vingtième siècle d'art en Wallonie, Rīga
- 2006 Fernand Dumont. Aux cailloux des chemins,Mons, Salle Saint-Georges, du 13 octobre au 24 décembre
- 2007 Le Surréalisme en Belgique (1924 - 2000), Mons, Musée des Beaux-Arts du 17 mars au 19 août.
- 2008 L'alibi documentaire, Paris, Centre Wallonie Bruxelles, du 14 novembre au  1er février 2009
- 2009 La perversion des images, Paris, Centre Georges-Pompidou, du 23 septembre au 11 janvier 2010
- 2010 La perversion des images, Winterthur, Fotomuseum, du 26 février au 23 mars
- 2010 La perversion des images, Madrid, Fundacion Mapfre, du 16 juin au 12 septembre
- 2010 Borders/No Borders, Photographie belge historique et contemporaine, Berlin, Kommunale Galerie, du 24 octobre au 21 novembre 2010
- 2012 Un abécédaire pour La Louvière, Centre de la gravure et de l'image imprimée, La Louvière, du 28 septembre au 23 décembre
- 2013 De Melancholieke Metropool -Stadsbeelden tussen magie en realisme, 1925-1950, Arnhem (NL), Museum voor Moderne Kunst Arnhem, du 20 octobre 2013 au 23 février 2014.
- 2014 Surrealism in Belgium I, Galerie Berkowitsch, place du Grand Sablon, Bruxelles, du 24 janvier au 23 mars.
- 2014 Abécédaire du surréalisme, Centre wallonie-Bruxelles, Paris, du 5 février au 6 avril.
- 2014 Marcel G. Lefrancq. The Surrealism of Everyday Life, Musée national des Arts, Bucarest, du 27 septembre au 18 janvier 2015.
- 2014 Surrealist photography : the Raymond collection, Cleveland (USA), The Cleveland Museum of Art, du 5 octobre 2014 au 4 janvier 2015.
- 2015  The Discreet Charm of the Bourgeoisie : Magritte and the Belgian Surrealists, The Baker Museum, Naples (Floride, USA), du 31 janvier au 3 mai.
- 2016 Marcel Lefrancq and Belgian Surrealist Photography, Kumu Museum, Tallinn, du 8 juillet au 6 novembre 2016.
- 2017 Nous sommes tous des surréalistes, René Magritte, Raoul Ubac, Marcel Lefrancq, Malmédy, Belgique, Malmundarium, du 1er avril au 19 septembre.
- 2018 A Luta Continua. The Sylvio Perlstein Collection. New-York, Galerie Hauser & Wirth, 26 avril au 27 juillet 2018.
- 2019 Dotremont et les surréalistes. Une jeunesse en guerre, Bruxelles, Musée Belvue, du 26 novembre au 9 février 2020
- 2019 Camouflage Art-Nature-War, Drogenbos, Belgique, FeliXart Museum, du 24 novembre au 29 mars 2020
- 2020 Ecole de Mons, 1820-2020, Deux siècles de vie artistique, Mons, Beaux-Arts Mons (BAM), du 07.03 au 16.08.2020
- 2021 Le Surréalisme et la littérature, Aix-en-Provence, Espace culturel départemental des Bouches du Rhône, du 7 juillet au 3 octobre
- 2021 Surreale Tierwesen, Brühl (DE), Max Ersnt Museum, du 3 octobre 2021 au 6 février 2022.
- 2022 Christian Dotremont, peintre de l'écriture, Musées Royaux des Beaux-Arts de Belgique, du 28 avril au 7 août .
- 2024 Histoire de ne pas rire. Le surréalisme en Belgique., palais des Beaux-Arts (Bozar), Bruxelles, du 21 février au 16 juin.

## Voir l'œuvre
On peut voir de nombreuses œuvres sur le site internet de Michel Lefrancq, photographe, ainsi qu'aux musées royaux des beaux-arts de Belgique à Bruxelles et au musée de la photographie à Charleroi, au musée de la photographie d'Anvers, au Israel Museum de Jerusalem ainsi qu'au Cleveland Museum of Art et au J. Paul Getty Museum de Los Angeles. L'artiste est souvent représenté dans les expositions organisées à l'étranger par la Communauté Wallonie-Bruxelles (Communauté française de Belgique).